# Jagdverband 44

Emblème du Jagdverband 44

La Jagdverband 44 (JV 44) était une unité de chasseurs spéciale de la Luftwaffe créée dans les derniers mois de la Seconde Guerre mondiale.
Cette unité utilisait le chasseur à réaction Messerschmitt Me 262 et regroupait un nombre important de pilotes expérimentés. Elle était sous le commandement d'Adolf Galland.
La marine japonaise créa en 1945 une escadre d'as similaire, le 343 kōkūtai.

## JV 44
Le 3 mai 1945, la JV 44 est dissoute et réaffectée à Salzbourg-Maxglam pour appartenir au IV. Gruppe de la Jagdgeschwader 7 avec :
- Stab/JV 44 devient Stab IV./JG 7
- 1./JV 44 devient 13./JG 7
- 2./JV 44 devient 14./JG 7
- 3./JV 44 devient 15./JG 7